# Personaggi di Little Britain
Questa voce contiene un elenco dei personaggi presenti nella serie televisiva Little Britain.

## Peter Andre
Peter Andre (David Walliams) è l'inviato speciale di un telegiornale, viene licenziato dopo aver fatto un bizzarro servizio sulla famiglia reale britannica in cui definisce la Regina come "la numero uno", dice che il principe Carlo sia "dotato di poteri magici" e con una canzone dichiara il suo amore per la principessa Anna. Il suo nome è un riferimento al cantante famoso nella prima metà degli anni novanta.

## Anne
Anne (David Walliams) è una donna apparentemente ritardata che vive in un istituto dove le si insegna ad essere integrata nella società. Sfortunatamente per il direttore dell'istituto, il dottor Lawrence (interpretato da Matt Lucas), Anne mostra pochi progressi quando le si presenta qualcuno esterno (comincia a toccare il viso a tutti, a leccarlo e a comportarsi in modo molto strano). Si esprime esclusivamente dicendo "Eh-eh-eh" e varia il tono a seconda della situazione, tranne quando è al telefono, infatti durante le conversazioni telefoniche si comporta in modo assolutamente normale.

## Ashraf
Ashraf (Matt Lucas) è il commesso indiano di un negozio d'informatica. Appare solo in uno sketch e per risolvere i problemi di computer dei suoi clienti si fa consigliare da un cavallo (in maniera simile a quanto visto nel film L'uomo che sussurrava ai cavalli).

## Carol Beer
Carol Beer (David Walliams) lavora in una banca ed ha una stretta relazione col suo computer. Quando i clienti le chiedono se possono aprire un conto o avere un prestito lei digita sul suo computer e poi risponde "Computer says no" (Il computer dice di no) con un tono decisamente freddo. È incapace di provare sentimenti ed empatia verso i suoi clienti, a cui tossisce in faccia senza coprirsi la bocca per farli andare via. Nella terza stagione cambia lavoro e la troviamo come agente di viaggi, in una città immaginaria chiamata SpongeBob SquarePants (ovvio il riferimento alla nota serie animata), ancora col suo computer. Carol spesso offre strane soluzioni ai clienti, per esempio ad una donna che dopo aver visto Il mandolino del capitano Corelli aveva intenzione di visitare l'isola di Cefalonia suggerisce un viaggio dove è stato girato Fuga di mezzanotte, una stanza nel grattacielo de L'inferno di cristallo, una crociera a bordo della nave de L'avventura del Poseidon e un viaggio in canoa sul fiume di Un tranquillo weekend di paura. Nell'episodio finale della terza stagione un cliente chiede se ci sia la possibilità di fare un giro del mondo in crociera, in prima classe, con partenza a marzo e ritorno a settembre per un costo di 700 sterline (una richiesta alla quale molti computer potrebbero dire di "no"), ma con sorpresa Carol risponde "Computer says yes!" a quel punto però il cliente le risponde con un colpo di tosse.

## Letty Bell
Letty Bell (David Walliams) appare solo in uno sketch della terza stagione, anche se originariamente erano pianificate più apparizioni.
Appare ossessionata dalle rane, in quanto casa sua è tappezzata di soprammobili, disegni e oggetti a forma di rana; ma quando le sue amiche le regalano una rana vera per il suo compleanno Letty impazzisce, inizia a urlare di terrore e uccide la rana a colpi di mattarello. Dopo aver gettato la rana appiattita contro una finestra, Letty afferma alle amiche allibite che le piace molto la carta con cui hanno avvolto il regalo (ovviamente decorata con rane). In un altro sketch la si vede prendere il tè con delle sue amiche nel giardino di casa sua (ovviamente decorato con oggetti a forma di rana). Quando però una delle sue amiche dice che ci sono due rane vere nel laghetto, inizia ad urlare nuovamente e cerca di schiacciarle. Non solo ne schiaccerà una ma l'altra la ucciderà addirittura addentandola e tagliandola a metà.

## Len Boothe
Len Boothe (David Walliams) è una guida turistica della città immaginaria di Pove. Appare in un solo sketch della prima stagione, in cui si trova su un autobus turistico e illustra ai turisti le attrazioni della città. Ogni volta che descrive un'attrazione aggiunge una cosa che sua moglie Eileen gli ha fatto in quel luogo per la prima volta. Inizia parlando del loro primo bacio vicino alla chiesa, per poi diventare sempre più spinto fino a parlare ai turisti della prima volta che hanno fatto sesso anale sul ponte romano. 

## Boris
Boris (David Walliams) è un inquietante babysitter russo che una coppia assume per badare al figlioletto. I genitori sono riluttanti a lasciare il bambino con Boris, ma il russo si rivela un buon babysitter, suonando la balalaica al bambino, mostrandogli La corazzata Potëmkin e giocando con dei pupazzi di Lenin e Stalin. Alla fine della serata, quando i genitori sono tornati e Boris se n'è andato, il bambino dice le sue prime parole: "Il compagno Stalin vi saluta!" (Comrade Stalin salutes you!)

## Sir Bernard Chumley
Sir Bernard Chumley (Matt Lucas), attore teatrale ormai decaduto, si prende cura della sorella Kitty, rimasta vittima di un incidente (di cui il fratello dice di esserne innocente) che le ha tolto l'uso delle gambe. Chumley dichiara la sua innocenza anche quando nessuno glielo chiede. Nella sua prima apparizione Bernard invita a casa sua un giovane attore bisognoso di soldi (interpretato da Christian Coulson) che gira di casa in casa per raggranellare qualche spicciolo. Bernard prova a sedurlo, deducendo così la sua omosessualità, dovuto anche al fatto che appese alle pareti di casa sua ha foto di giovani attori. In un altro sketch, riceve la visita della signora che porta i pasti a domicilio e che sta portando la cena a Kitty, alle domande della donna Bernard risponde in prima persona aggiungendo poi "Kitty said (ha detto Kitty)" o "she added (ha aggiunto lei)", alla fine dello sketch lo si vede mangiare la cena che era per la sorella. Nel suo ultimo episodio degli impresari delle pompe funebri vengono a casa per prendere Kitty scoprendo poi che in realtà non è morta, ma lui chiede loro di portala via comunque.

## Mr. Cleaves
Mr. Cleaves (Matt Lucas) è un insegnante che veste in abiti tradizionali. Le lezioni di Mr. Cleaves sono alquanto bizzarre, dal momento che chiede ai suoi allievi cose al limite dell'assurdo, come trovare "la radice quadrata di Braccio di Ferro" o Edoardo II diviso Enrico V = Perossido di idrogeno". Durante una verifica, pretende l'assoluto silenzio quando poi è lui a fare rumore suonando il sax, passando l'aspirapolvere in classe e alla fine sparando dei fuochi d'artificio. Paradossalmente ha difficoltà nella lettura. In uno sketch dice di chiamarsi Mr. Cleaves e di insegnare biologia, mentre sulla lavagna scrive di chiamarsi Mr. Wells e di insegnare francese.

## Kenny Craig
Kenny Craig Matt Lucas) è un ipnotista che usa i suoi poteri per ragioni sciocche e triviali (come battere la madre a Scarabeo usando parole inesistenti convincendola del contrario ipnotizzandola) o per uscire da situazioni complicate (per esempio ha ipnotizzato tutte le persone che hanno assistito ad un incidente dove ha distrutto un'auto). In un episodio ha ipnotizzato un intero pubblico e ha fatto credere loro di aver assistito ad un grande spettacolo quando in realtà lui è rimasto seduto a leggere un libro per un'ora. Ipnotizza anche la sua fidanzata per copulare o al ristorante le fa cambiare idea su che piatti ordinare, dato che sono troppo costosi (che comunque poi ordina per sé). Nell'episodio finale della terza stagione, Kenny Craig incontrerà il suo "maestro", ovvero l'ipnotista Paul McKenna, che sotto ipnosi lo farà sentire un fallito e gli ordinerà di buttarsi in un cesto dell'immondizia. In quasi tutti gli sketch le persone ipnotizzate in realtà stanno al gioco fingendo di essere veramente sotto ipnosi.

## Marjorie Dawes
Marjorie Dawes (Matt Lucas) è una donna che gestisce un club per la perdita del peso chiamato "Fat Fighters" (tradotto in italiano con "Combattenti della Ciccia") anche se lei stessa pesa 95 kg. È nota per i suoi modi incredibilmente rozzi e volgari, specialmente nei confronti dei membri del suo club. A volte, viene presa in giro dai membri stessi del suo gruppo (come all'inizio della terza stagione, quando ridono di lei perché, al ritorno da una vacanza, si era presa un'insolita abbronzatura arancione). I membri che vediamo sempre partecipare sono Pat, Paul, Tania e Meera, quest'ultima essendo indiana è spesso vittima dell'accanimento di Marjorie che le chiede sempre di ripetere quello che dice, facendo intendere che il suo accento non faccia capire le parole che pronuncia. Si accanisce anche su Pat, la più grassa del gruppo, che deve subire in silenzio le umiliazioni della donna. In un episodio della prima stagione viene rivelato che Marjorie e Paul hanno avuto un rapporto sessuale. Nell'ultimo episodio della terza stagione i "Combattenti della Ciccia", stufi del modo dispotico con cui Marjorie li tratta, decidono di disertare in massa il gruppo, dato che non riescono a perdere peso e vengono solamente insultati, lasciando la donna sola. In "Little Britain U.S.A.", ossia i personaggi della sitcom che viaggiano negli Stati Uniti d'America, Marjorie si macchierà addirittura di oltraggio a pubblico ufficiale, venendo poi arrestata, per aver chiamato l'abbondante sceriffa del paese (che faceva parte del gruppo di terapia) "Boss Hogg".

## Bubbles DeVere
Bubbles DeVere (Matt Lucas) è una donna obesa e calva (infatti indossa una parrucca) di mezz'età che vive in un centro benessere nonostante sia costantemente assillata dal direttore, il signor Hutton (interpretato da David Walliams) per il pagamento della retta. Gli sketch di questo personaggio sono basati sul fattore shock, visto che Bubbles si denuda (Matt Lucas indossa un costume di lattice) nella vana speranza di sedurre Hutton così che possa rinunciare al pagamento del conto, che ammonta a oltre 25 000 sterline. Bubbles parla con uno pseudo accento francese e dichiara che il numero di telefono di Montecarlo del marito è 123 456 789. Dalla terza stagione avrà come rivale in amore Desiree, che è in luna di miele con il suo ex-marito, proprio nello stesso centro termale.

## Desiree DeVere
Desiree DeVere (David Walliams) è la nuova moglie dell'ex-marito di Bubbles. Anche lei è obesa, anzi è più grassa di Bubbles, è calva e appare spesso nuda. È stata Miss Botswana e campionessa di equitazione.

## Roman DeVere
Roman DeVere (Rob Brydon) è il marito di Desiree DeVere, ed ex-marito di Bubbles DeVere. È sessualmente attratto dalle donne grasse (infatti la causa della fine del matrimonio con Bubbles è stata la perdita di peso) e si eccita a vedere le sue due contendenti obese a lottare tra loro.

## Michael Dinner
Michael Dinner (David Walliams) è un personaggio che appare sempre seduto al tavolo di un ristorante. In ogni sketch ordina prima dei piatti molto sofisticati e poi qualcosa di banale o molto commerciale (come snacks, patatine o caramelle).

## Dudley e Ting Tong
Dudley (David Walliams) e Ting Tong (Matt Lucas). Dudley Punt è un uomo single, che vive nel complesso Mike McShane di Bruise, che ordina una moglie tailandese tramite una rivista. Tuttavia, Ting Tong Macadangdang è l'esatto opposto della moglie bella e snella che Dudley aveva ordinato, non è molto felice di ciò, ma quando si tratta di copulare, le permette di stare "ancora per una notte". Dudley è molto sarcastico ed ha un accento delle Midland occidentali, mentre Ting Tong parla a voce alta e dice di non capire cosa Dudley (che lei chiama "Mister Dudwey") le dica. Ting Tong ha diversi segreti: il suo vero nome è Tong Ting Macadangdang e non viene da un villaggio chiamato Pong Pong, ma da Tooting (quartiere di Londra); si scoprirà poi anche che in realtà è un kathoey. Come se non bastasse Ting Tong invita tutta la sua famiglia a casa di Dudley trasformandola in un ristorante tailandese e sbattendo il padrone di casa fuori fino alla chiusura.
Nella lingua thai, Ting Tong significa "fuori di testa".

## Edicolante ficcanaso
L'edicolante ficcanaso è un giornalaio indiano interpretato da Matt Lucas. Appare in un solo sketch della seconda stagione, e quando nella sua edicola entra un cliente (David Walliams), l'edicolante inizia a fargli domandine retoriche su tutto ciò che prende, ad esempio "Assetato?" (Thirsty?) quando prende una bottiglietta d'acqua e "Affamato?" (Hungry?) quando sceglie una barretta di cioccolato. I suoi commenti si fanno sempre più specifici finché alla fine il cliente sceglie una rivista per adulti e l'edicolante chiede "Ha in programma una sega?" (Planning a wank?). Il cliente allora rimette a posto la rivista, paga il resto della merce ed esce imbarazzato.

## Mrs. Emery
Mrs. Emery (David Walliams) è una gentile anziana signora molto loquace. La vediamo solitamente mentre si trova in luoghi pubblici come una libreria, un supermercato o un ufficio postale e incontra qualche conoscente con cui inizia a chiacchierare. Durante la conversazione inizia a perdere litri e litri di urina senza che ne accorga e, incurante dell'espressione inorridita di chi ha di fronte, continua a parlare. I suoi sketch hanno subito diverse critiche dall'associazione britannica per la lotta all'incontinenza.

## Linda Flint
Linda Flint (David Walliams) è una docente universitaria. Nei suoi sketch degli studenti entrano nel suo ufficio per chiederle delle informazioni. Per risolvere i loro problemi Linda chiama un collega di nome Martin (che non si vede e non si sente), a quel punto la donna comincia a descrivergli lo studente che ha di fronte, prima dando delle semplici informazioni (come il nome, il colore dei capelli o della pelle, gli abiti che indossa) ma poi la descrizione diventa insultante e derisoria della cultura o l'aspetto dello studente, nonostante nel suo ufficio ci siano diversi oggetti che fanno pensare che sia comunista (come un busto di Lenin e diverse bandiere dell'Unione Sovietica). Usa epiteti come "ching-chong Chinaman" per un ragazzo di origini asiatiche, "Ciccio ciccio Bombo" ("Fatty Fatty Boom Boom") per un ragazzo sovrappeso, "Ali Bongo" per un ragazzo indiano, "Umpa Lumpa" ("the Oompa Loompa") per uno studente affetto da nanismo, "Lesbica cicciona" ("Big fat lesbian"), "Magnum, P.I." per una ragazza con un po' di baffi o "Crapa pelata" ("Baldy") per uno studente calvo (interpretato da Matt Lucas) lasciando gli studenti allibiti. Nell'ultimo episodio della terza stagione, tutti gli studenti che ha insultato fanno irruzione nel suo studio minacciandola di sporgere un reclamo ufficiale per come li ha trattati, Linda chiama Martin e definisce gli studenti presenti come "il cast completo di Fraggle Rock". La si vedrà nuovamente in "Little Britain U.S.A." come segretaria di un'università americana, ma anche qui comincerà ad affibbiare nomignoli piuttosto pesanti agli studenti, come ad esempio "Ladyboy" ad uno studente asiatico effeminato, salutandolo con la frase della prostituta Da Nang di Full Metal Jacket ("Me Loves You Long Time!"), oppure fare "What You're Talkin' About, Willis!?" ("Che cavolo stai dicendo, Willis?"), la celebre frase dell'attore Gary Coleman in "Arnold" (facendo anche l'espressione facciale), ad uno studente nero e nano. In uno sketch tagliato di "Little Britain Abroad" la si vede entrare in un'università australiana e chiedere informazioni alla sua collega che la tratterà esattamente come lei ha trattato tutti gli studenti che le si sono presentati davanti (la chiamerà infatti "The Dried Old Witch", ovvero "La Strega Incartapecorita").

## Sir Norman Fry
Sir Norman Fry (David Walliams) è un MP (Member of Parliament) che appare in tre sketch della terza stagione.
In ognuno di essi Norman appare fuori dai cancelli di casa sua insieme alla moglie (interpretata da Matt Lucas) e ai due figli, davanti a una troupe televisiva che gli chiede spiegazioni riguardo a presunti scandali sessuali (soprattutto omosessuali) dello stesso Norman Fry.
Il MP, tentando di difendersi, spiega con termini formali la sua versione dei fatti, finendo però col confermare esattamente quello che i giornalisti gli accusano.
Terminata la dichiarazione, Fry tenta sempre di baciare la moglie, ma lei ogni volta si ritrae abbastanza infastidita.

## Gary e Jason
Gary (Matt Lucas) e Jason (David Walliams) sono due amici che vanno sempre a fare visita alla nonna di Gary. Jason è innamorato follemente della nonna dell'amico. Attraverso espedienti come massaggiarle le spalle o succhiarle gli alluci Jason tenta degli approcci per farci sesso. La cosa inorridisce Gary che manda fuori di casa l'amico. In una puntata Jason va a visitare l'anziana donna dove incontrerà la sorella, lui fantastica con le due che si baciano. Nelle scene tagliate del DVD della seconda stagione si vede addirittura Jason copulare con la nonna di Gary, inizialmente questo sketch doveva andare nella serie per la tv ma alla fine sono stati gli stessi Lucas e Walliams ad autocensurarsi tagliandola.

## Edward e Samantha Grant
Edward (David Walliams) e Samantha Grant (Helen Coker). Edward Grant è un professore di liceo che si è sposato con una sua ex allieva, Samantha. Inizialmente il matrimonio non era ben visto dai genitori di Samantha, ma successivamente accettano il fatto che il loro matrimonio sia comune come qualsiasi altro. Tuttavia a volte Edward tratta Samantha come un professore tratterebbe un'alunna, come ad esempio dicendole "Il campanello è un segnale per me, non per te" quando lei va ad aprire la porta oppure "hai copiato dal compito di Nigella Lawson!" quando rivela ai genitori di aver usato una ricetta di Nigella Lawson per il dessert. Anche il giorno di San Valentino non è da meno quando Samantha gli consegna un biglietto, Edward prima è felice e poi comincia a correggere gli errori ortografici della moglie mettendole pure il voto finale. Nel loro ultimo sketch Edward avvisa Samantha che il giorno seguente sarebbe uscito e che un altro insegnante l'avrebbe coperto.

## Emily Howard
Emily Howard (David Walliams), il cui vero nome è Eddie Howard, è un goffo e poco convincente travestito che nega la sua vera identità di maschio. Invece di vestirsi come una donna moderna, Emily preferisce i boccoli ed i vestiti démodé dell'epoca Vittoriana, accompagnati spesso da un ombrellino, in modo da nascondere la propria mascolinità. In molti sketch Emily è costretta, suo malgrado, dalle circostanze a dare sfoggio del suo comportamento maschile (la si vede riparare una macchina come un meccanico esperto o giocare a calcio, segnare un gol ed esultare) anche se dice a tutti che è una vera signora. È stata riconosciuta come donna solamente in una occasione durante l'intera serie. La migliore amica di Emily, che si unisce a lei a partire dalla seconda stagione, è Florence, un altro travestito, interpretato da Matt Lucas. Nella serie Little Britain USA viene arrestata per furto e si viene a sapere che ha moglie e tre figli.

## Ian ed Ian, gli Spacca-Record
Ian (David Walliams) e Ian (Matt Lucas) alla fine di ogni episodio della prima stagione provano a stabilire un nuovo record del mondo ma senza però riuscirci mai dato che si accorgono di alcuni dettagli solo alla fine. Per esempio provano a battere il record di uomo più alto del mondo rendendosi conto dopo che mettersi un cilindro altissimo non vale, oppure vogliono stabilire il record per il più grande bagno di fagioli in scatola accorgendosi poi che hanno bisogno più di una sola lattina di fagioli per riempire la vasca, oppure dopo aver fatto la torta più grande del mondo scoprono che il forno non è abbastanza grande per cuocerla, o provano a far entrare 16 persone in una Mini, ma dopo solo 4 persone affermano che ne entra solo una piccola.

## Des Kaye
Des Kaye (David Walliams) è un ex-presentatore di programmi televisivi per bambini che ora lavora in un grande negozio di bricolage. Spesso annoia i colleghi con il suo pupazzo Croc-O-Dile. In una scena tagliata presente nel DVD della prima stagione si vede Des che visita un ospedale pediatrico e stacca la spina di un macchinario per la respirazione di un paziente per collegarci un registratore e far sentire della musica ai bambini. Ce l'ha a morte con i gemelli Bubbles, responsabili, secondo lui, di avergli stroncato la carriera (in realtà è stato licenziato perché il suo programma era considerato troppo indecente per i bambini).

## Kim e Jill
Kim (David Walliams) e sua figlia Jill (Matt Lucas). Appaiono solo in qualche scena tagliata della seconda stagione. Jill è una ragazza viziata e opportunista, che ogni volta si fidanza con un operaio diverso (es. un idraulico, un tecnico di Sky, un giardiniere) e si fa fare un lavoro gratis, per poi mollarlo con frasi stereotipate non appena il lavoro è terminato.

## Latymer Crown
Latymer Crown (Matt Lucas) non appare nella serie vera e propria, ma solo nell'episodio pilota della BBC. Si tratta di un massaggiatore indiano che lavora in un centro benessere, e quando massaggia i suoi clienti tenta di rilassarli descrivendogli scenari catastrofici e tutt'altro che rilassanti, come una mandria di bisonti che devasta un villaggio o dei ragazzi che pestano un vecchio, e poi gridandogli una ninna nanna per farlo addormentare.

## Liz e Clive
Liz (David Walliams) e Clive (Matt Lucas) sono una coppia di mezza età che spesso va a mangiare in un ristorante cinese. Quando sono seduti al tavolo Liz inizia a vantarsi e ripetere in continuazione ad alta voce (in modo che tutto il locale la possa sentire) che lei è stata la damigella d'onore di Mollie Sugden al suo matrimonio, cosa che fa irritare molto Clive, specialmente quando in uno sketch Liz gli impedisce di parlare con un uomo che ha conosciuto Paul McCartney. Nell'ultimo episodio della prima stagione Mollie Sudgen entra nel ristorante, Clive va a salutare la donna ma questa nega di conoscere Liz, dicendo che la sua amica Helen era l'unica damigella d'onore, a questo punto Liz la uccide tirandole un coltello nella schiena.

## Lou e Andy

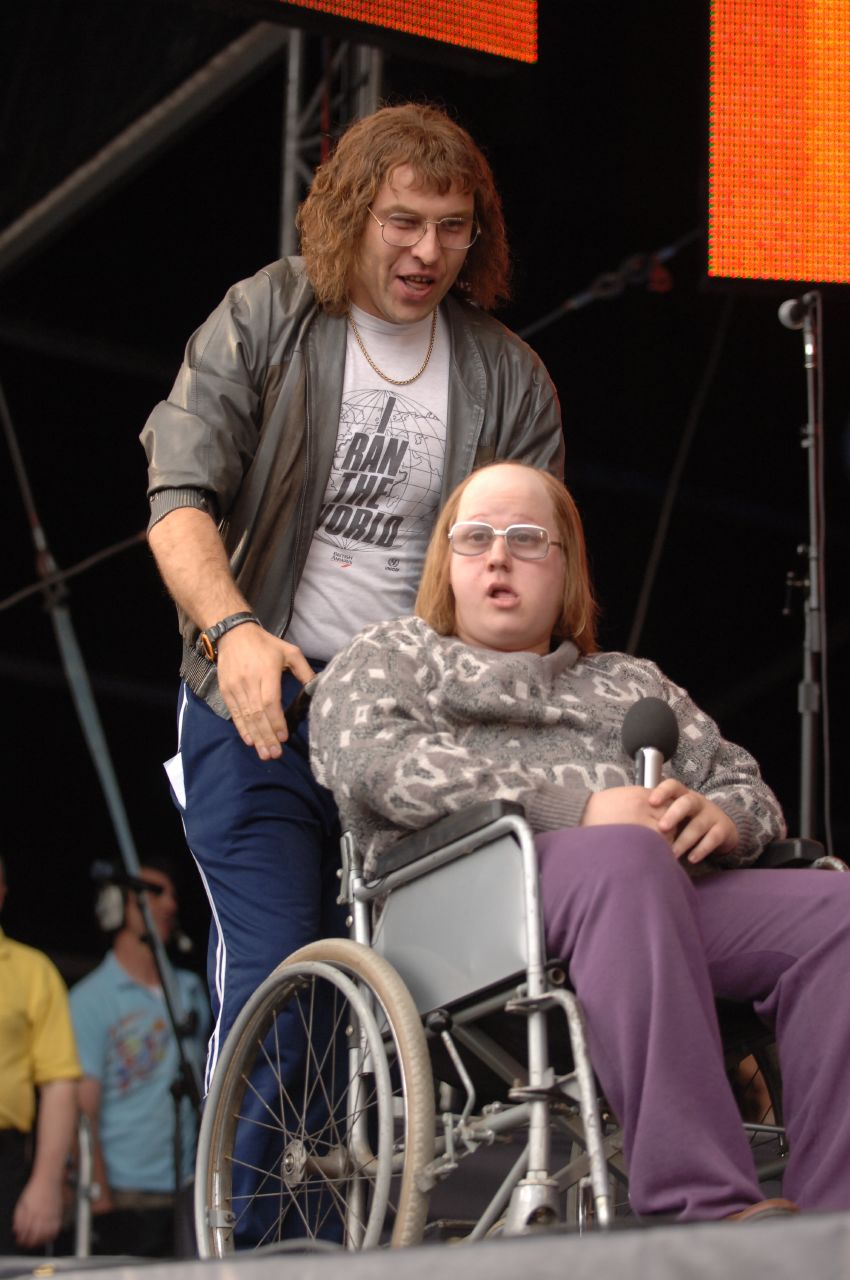
Lou e Andy

Lou (David Walliams) e Andy (Matt Lucas). Lou (nome completo Louis Bob Todd) è un ragazzo gentile, generoso e molto paziente. Passa il suo tempo libero prendendosi cura del suo amico Andy, che finge di avere bisogno della sedia a rotelle. Ha un look tipicamente anni ottanta: infatti lo vediamo indossare spesso scarpe da ginnastica, pantaloni di una tuta, T-shirt con frasi come "I ran the World" o "Frankie Says RELAX - Don't do it" e una giacca di pelle grigia con le maniche tirate su fino ai gomiti. Parla con un sottile accento dell'East London e ha un difetto nel pronunciare la S.
Andy (nome completo Andrew Pipkin) è bisbetico, lunatico, molto grasso, pigro, apparentemente poco intelligente e non ha rispetto per le altre persone. A prima vista sembrerebbe una persona ritardata, ma questo potrebbe essere considerato come la manifestazione della sua ignoranza e la corruzione dalla sua psiche dovuta al fatto di guardare troppa televisione. Veste in modo sciatto e ha un forte accento di Liverpool. Andy ha sempre delle richieste molto strane per Lou (spesso le domanda ripetutamente) ma poi rifiuta tutto una volta che queste vengono soddisfatte. Ciononostante, Andy considera Lou il suo migliore amico ed è dotato di una forza sovrumana: in un episodio, infatti, riesce a stendere addirittura un maestro di judo con un pugno; in un altro ancora, in un parcheggio, Andy riesce a ribaltare persino una macchina che non permetteva a Lou di uscire.
Nell'ultimo episodio della terza stagione, Lou deve recarsi all'Isola di Wight per il funerale di sua madre e lascia Andy nelle mani di una badante anziana e severa (interpretata da Imelda Staunton) che tratta Andy in modo ben diverso da come faceva Lou, ad esempio costringendolo ad aiutarla a pulire, cantando cori militari invece di fargli guardare la TV, e costringendolo a spingersi da solo la sedia a rotelle. Andy, stufo delle angherie della donna, la spinge giù da una scogliera dove lei l'aveva portato in gita. Alla fine si vede Andy a casa, davanti alla TV, e si sente Lou che lo chiama dicendo di essere tornato. Andy, visibilmente felice, si alza per andare ad accoglierlo, ma poi si ricorda del suo "handicap" e torna a sedersi sulla sedia, per poi continuare a comportarsi con Lou come se nulla fosse.
Walliams e Lucas hanno affermato che i nomi dei personaggi derivano da un loro sketch giovanile in cui interpretavano Lou Reed e Andy Warhol.

## Sebastian Love
Sebastian Love (David Walliams) è l'aiutante del Primo ministro; ha un atteggiamento molto effeminato ed è innamorato del suo capo. Tremendamente geloso di chiunque possa avere l'attenzione del Primo ministro, Sebastian fa di tutto per ricever attenzioni. Spesso si trova "accidentalmente" in esplicite posizioni sessuali col suo capo, che solitamente è molto tollerante verso queste avance. Sebastian è anche molto protettivo nei confronti del Primo ministro quando viene attaccato dalla stampa, per esempio in un episodio il Primo ministro viene deriso dall'opposizione per il suo aspetto, per difenderlo Sebastian irrompe nel parlamento cantando Beautiful (una canzone di Christina Aguilera). Sebastian crede che i suoi sentimenti siano ricambiati e a volte seduce altri uomini per ingelosire il suo capo. Nell'ultimo episodio della seconda stagione avrà l'occasione di dargli un lungo, tenero e appassionato bacio.
Nella successiva stagione Little Britain USA viene eletto Primo ministro e si innamora del Presidente degli Stati Uniti.

## Dr. Lowe
Il Dr. Lowe (David Walliams) è uno psichiatra apparso solo in un paio di sketch. Si dimostra inizialmente comprensivo nei confronti dei suoi pazienti, per poi afferrare il telefono appena questi escono e raccontare a tutti i segreti confidatigli.

## Maggie e Judy
Maggie Blackamoor (David Walliams) e Judy Pike (Matt Lucas) sono due signore della media borghesia inglese che partecipano a diversi eventi di volontariato. Anche se all'apparenza possono sembrare buone e tolleranti, a Maggie basta sapere che qualcosa che ha mangiato sia stata fatta da qualcuno che non sia di razza bianca, eterosessuale o con una fissa dimora che la donna comincia a vomitare copiosamente verso tutto e tutti, mentre Judy guarda lo spettacolo inorridita. Nella terza stagione le vediamo protagoniste in diversi luoghi come tipiche fiere paesane o eventi organizzati da chiese, in un episodio vomita addirittura il rene che le era stato trapiantato dopo aver saputo che il nome della donatrice è "Mrs. Banerjee". Nella serie Little Britain Abroad vanno in Italia e si baciano, ma appena Maggie capisce che si tratta di un comportamento lesbico vomita. Durante il viaggio Maggie fa a Judy da guida turistica per il Paese parlando però delle gesta di Benito Mussolini invece che delle bellezze della penisola.

## Mr. Mann
Mr. Mann (David Walliams) è il cliente che entra sempre nel negozio gestito da Roy. Ha delle richieste molto ridicole e specifiche (per esempio il dipinto di un cavallo deluso). A volte capita che il negoziante trovi quello che cerca ma poi Mr Mann aggiunge un ulteriore dettaglio. In "Little Britain Abroad", approderà in Marocco e troverà il corrispettivo marocchino di Roy che, infastidito dalla presenza di Mr. Mann, alla fine lo caccia in malomodo dal negozio.
L'unica volta che Roy ha esattamente quello che Mann cerca è quando lui chiede un disco di James Last che suona con il banjo i successi di Nelly Furtado con un'immagine in copertina di James con le mani aperte che mostra le stigmate.

## Sally Markham
Sally Markham (Matt Lucas) è una ricca e famosa scrittrice di romanzi rosa. La sua segretaria Miss Grace (interpretata da David Walliams) batte a macchina i suoi racconti mentre Sally Markham li detta sdraiata sul divano mangiando dolci o accarezzando il suo Bichon Frisé. I racconti di Sally sono sempre troppo corti per arrivare al minimo richiesto, quindi lei decide di finirli con un "bla bla bla", leggendo l'intera Bibbia o mettendo dialoghi presi dalla radio. Veste abiti color rosa sgargiante.
Il personaggio si ispira alla scrittrice Barbara Cartland.

## April May e Neville Maddox
April May (David Walliams) e Neville Maddox (Matt Lucas) sono due giovani infermieri volontari che vanno in giro con delle borse mediche che contengono, invece di medicine e oggetti medici, mentine di varie marche.
Nei loro sketch intervengono quando qualcuno si sente male facendogli ingurgitare vari tipi di mentine a seconda del tipo di malore accusato dal paziente. Solitamente è April che dà le istruzioni mentre Neville le obbedisce dubbioso.
Appaiono in un solo sketch nella serie vera e propria, e in alcune scene tagliate. In una di queste, che dovrebbe decretare la fine della loro "carriera", vengono giudicati da una commissione di medici per le loro negligenze, ma April riesce a dare la colpa a Neville scambiando la sua borsa con quella dell'amico, contenente veri attrezzi da pronto soccorso.
April e Neville fanno due brevi camei nei primi due sketch di Dennis Waterman, dove sono tra le persone che osservano un mimo fuori dal palazzo dove si trova l'ufficio di Jeremy Rent.

## Ray McCooney
Ray McCooney (David Walliams) è uno strano proprietario scozzese di un albergo che si atteggia e parla come un personaggio fantasy. Per rispondere alla domande dei clienti utilizza indovinelli, "incantesimi" e un flauto piccolo (intenzionalmente doppiato fuori sincronia) che chiama "piccolillo". Usa dei nomi molto strani per oggetti di uso comune, ad esempio definisce la radio una "scatola parlante che fa rumore" ed è accompagnato da due assistenti nani che chiama "i suoi folletti".

## Denver Mills
Denver Mills (David Walliams) è un ex atleta olimpico che ha vinto la medaglia d'argento nei 400 metri alle Olimpiadi di Los Angeles 1984 e ora fa l'oratore. Solo che i suoi discorsi sono molto politicamente scorretti ed offensivi. Ad esempio, ad un raduno della polizia, dice: “…forse essere un atleta olimpico non è così diverso dall'essere un agente di polizia. In primis, entrambi facciamo pratica rincorrendo i neri”. In un episodio apprende che in un incontro di persone affette da lebbra non avrebbe dovuto fare solo un discorso ma anche abbracciarli così si getta dall'auto in corsa.

## Myfanwy
Myfanwy (Ruth Jones) gestisce il pub di Llanddewi Brefi ed è la migliore amica di Daffyd Thomas, spesso gli serve un drink di Bacardi e Coca (Bacardi and Coke). Per Myfanwy, Daffyd è come una sorta di fratello e per questo si preoccupa di cercargli un fidanzato gay, al punto di chiudere il pub per organizzare una serata gay per lui (che si rivelerà un fallimento totale, visto che Daffyd caccia letteralmente a calci i gay dal pub). Negli episodi successivi si scopre che Myfanwy è lesbica e che si sta per sposare con una donna di nome Rhiannon.

## Il Narratore
Il narratore (Tom Baker) apre ogni episodio esclamando "Britain! Britain! Britain!". Non lo si vede mai, ma lo si sente parlare tra uno sketch e l'altro in modo molto ridicolo, al limite dell'assurdo, ad esempio dicendo "manca un quarto a Gino Ginelli" o dichiarando cose senza senso come "noi abbiamo inventato i gatti" o "la Grande muraglia cinese è britannica". Durante gli sketch di Marjorie Daws esprime il suo disprezzo per le persone grasse chiamandole "parassiti" ed esprimendo il suo desiderio che vengano arrestati. Conclude ogni episodio salutando il pubblico storpiando "goodbye" (per esempio "good-tie").
Spesso afferma cose assurde su se stesso, come di essere stato papa e di essere nato senza genitali.

## Sandra e Ralph Patterson
Ralph, che si pronuncia "Raif" (Adam Donkin), è un bambino attore con poco talento. Sandra (David Walliams) è la madre ed è molto decisa nel far ottenere delle parti al figlio, tanto da pretendere che venga scelto perché è il suo compleanno, perché sta morendo o addirittura minacciare di denunciare i direttori del casting di aver molestato sessualmente il bambino. Ad ogni provino però Ralph non viene preso, Sandra perde il controllo e se la prende con chiunque le sia a fianco, figlio compreso.

## Pianista
Il pianista (David Walliams), di cui non si conosce il nome, suona all'immaginario teatro Uncle Albert Hall (nome basato sul brano Uncle Albert/Admiral Halsey di Paul e Linda McCartney). Durante i suoi saggi, interrompe la suonata all'improvviso per dire o fare cose irrilevanti, come controllare dove ha appoggiato le borse della spesa, leggere gli SMS o chiedere a qualcuno del pubblico a che ora chiuda Sainsbury's. Dopo aver concluso queste faccende, ricomincia a suonare come se nulla fosse.
A suonare i brani usati in questi sketch era in realtà Simon Callaghan, allora studente del Royal College of Music, ora pianista professionista.

## Harvey Pincher
Harvey Pincher (David Walliams) è un ragazzo di circa 25 anni appartenente all'alta società e sta per sposarsi con Jane. Gli sketch vedono protagonisti i membri delle due famiglie che si conoscono. Nonostante sia adulto Harvey chiede sempre alla madre con insistenza la "pappa" (ovvero il latte materno) lasciando esterrefatti ogni volta le persone presenti nella stanza. In un episodio della serie "Little Britan U.S.A." lo si vedrà addirittura pronto per essere cambiato di pannolino dal padre.

## Vicky Pollard
Vicky (Matt Lucas) è una ragazzina odiosa e scontrosa, vive in un paese chiamato Darkley Noone (che nella realtà non esiste). Quando le viene posta una domanda qualsiasi lei comincia a parlare, molto velocemente e con un forte accento di Bristol, di pettegolezzi su persone che non hanno nulla a che fare con la domanda posta. Indossa sempre una tuta rosa della Kappa. Sembra che non sia consapevole del suo aspetto grottesco credendosi attraente. Odia il fumo eccetto nei luoghi dove è proibito, per esempio in alcuni episodi la si vede fumare su un autobus e in una piscina. Ha 12 figli, alcuni dei quali appaiono vestiti proprio come lei. Nell'arco delle tre stagioni, tra le altre cose, viene accusata di furto, rimane incinta, baratta il figlio con un CD dei Westlife, viene mandata in un carcere minorile, dopo essere stata assunta come babysitter dà una festa sfrenata nella casa durante l'assenza dei genitori e cercato di fare soldi con una finta lotteria. Vicky ha una controparte che si chiama Jackie Hayes (interpretata da David Walliams).
Il personaggio di Vicky Pollard, uno dei più celebri della serie, è una parodia di un certo tipo di ragazzini (detti "chav") che vivono nell'area sud-occidentale dell'Inghilterra che hanno ispirato Matt Lucas quando frequentava l'università di Bristol.

## Doug Ramsay
Doug Ramsay (Matt Lucas) è l'insegnante a un centro di riabilitazione per tossicodipendenti. Appare in un solo sketch della seconda stagione, dove impedisce di andarsene a una donna che affermava di trovarsi al corso sbagliato.
In uno sketch tagliato dimostra di non sapere niente sulla droga e di non esserne mai stato dipendente.
Una versione più educata di Doug appare in uno sketch tagliato di Peter Andre nella prima stagione.

## Florence Rose
Florence (Matt Lucas) è un travestito amico di Emily. Come travestito è molto meno convincente di Emily dato che porta i baffi. Nell'ultimo episodio della terza stagione si scopre che il suo vero nome è Fred ed è sposato.

## Roy
Roy (Matt Lucas) è il proprietario del negozio (che in ogni episodio cambia il tipo di merce venduta, per esempio libri, dischi o giocattoli) dove Mr Mann entra per fare i suoi acquisti. Sua moglie Margaret lo aiuta dandogli delle indicazioni dove trovare gli strani articoli richiesti dal cliente, non appare mai in video ma si sente la sua voce (interpretata da Stirling Gallacher).

## Michael Stevens
Michael Stevens (Anthony Head) è il Primo ministro britannico; Sebastian Love è il suo assistente. Nella penultima puntata della terza stagione dichiara di essere innamorato di Gregory, un altro suo assistente, del quale Sebastian è gelosissimo.

## Daffyd Thomas
Daffyd Thomas (Matt Lucas) vive a Llanddewi Brefi, un piccolissimo paese del Galles, ed è un giovane omosessuale dichiarato. Indossa sempre abiti di PVC o lattice e passa la maggior parte del tempo libero nel pub gestito dalla sua migliore amica Myfanwy che cerca di trovargli dei partner i quali però vengono sempre rifiutati o insultati. Infatti nonostante spesso dichiari orgogliosamente di essere l'unico gay del paese ("I'm the only gay in the village") in realtà c'è una grossa comunità gay: egli però non accetta la cosa e, dicendosi vittima di omofobia, spesso accusa le persone che gli parlano di essere omofobi ("Homophobe!"). In un episodio lo si vedrà fare addirittura da inviato speciale per il giornale del paese, la "Llanddewi Brefi Gazette", incaricato di fare un'intervista ad Elton John. Finita l'intervista, Daffyd gli chiede informazioni sul paese in cui John è nato e dice che un giorno vorrebbe andarci perché ha dei paesaggi incantevoli. Elton John però non è d'accordo e cerca di dissuaderlo dicendogli che non è consigliabile che lui vada. Quando Daffyd gli chiede come mai, Elton John lo guarda male e gli risponde: "I'm the only gay in that village!".

## Dennis Waterman
Dennis Waterman (David Walliams) è un attore di dimensioni davvero minute che non ottiene mai una parte a causa della insistenza nel voler scrivere e cantare la sigla del programma o dell'opera teatrale, causando anche il disappunto del suo agente Jeremy Rent (interpretato da Matt Lucas).